# Павел Виноградов
Вижте пояснителната страница за други личности с името Виноградов.
Павел Владимирович Виноградов е руски космонавт.
Завършил е Московския авиационен институт през 1977 г. Впоследствие работи в корпорация „Енергия“. Избран е за кандидат космонавт на селекция през 1992 г. и прекарва следващите 2 години в тренировки. Женен е, има 3 деца.

## Космически полети
Полети
| #     | КК           | Старт                 | Приземяване           | Позивна  | Продължителност            | Излизания в открития космос | Време в открития космос |
| ----- | ------------ | --------------------- | --------------------- | -------- | -------------------------- | --------------------------- | ----------------------- |
| 1     | Союз ТМ-26   | 05.08.1997, 15:35 UTC | 19.02.1998, 09:10 UTC | Родник-2 | 197 дни 17 часа 34 минути  | 5                           | 26 часа 19 минути       |
| 2     | Союз ТМА-8   | 30.03.2006, 02:30 UTC | 01/04/2006, 04:13 UTC | Карат-1  | 182 дни 22 часа 43 минути  | 1                           | 6 часа 31 минути        |
| 3     | Союз ТМА-08М | 22.03.2013, 21:43 UTC | 11.09.2013, 03:58 UTC | Карат-1  | 172 дена 17 часа 15 минути | 1                           | 6 часа 37 минути        |
| ОБЩО: | ОБЩО:        | ОБЩО:                 | ОБЩО:                 | ОБЩО:    | 553 дена 9 часа 32 минути  | 7                           | 39 часа 27 минути       |

Виноградов е дубльор за полета с кораба „Союз ТМ-22“, който излита в космоса на 3 септември 1995 г. След това се готви за полет със „Союз ТМ-24“, но целият екипаж е заменен заради проблеми със сърцето на командира на полета Манаков.
Виноградов лети на кораба „Союз ТМ-26“ на 5 август 1997 г. до космическа станция „Мир“. Връща се на Земята на 19 февруари 1998 г. По време на 197-дневния си престой Виноградов и командирът му Анатолий Соловьов извършват 5 космически разходки, прекарвайки в открития космос общо 25 часа и 16 мин.
Член е на Експедиция 13 до Международната космическа станция, която лети с кораба „Союз ТМА-8“, и се връща на Земята на 28 септември 2006 г.